# Amblyomma maculatum
Amblyomma maculatum  (лат.) — вид клещей из семейства Ixodidae.

## Распространение
Неарктика и Неотропика. Северная Америка (США, Мексика), Центральная Америка (Белиз,  Гватемала, Гондурас, Коста-Рика, Никарагуа) и Южная Америка (Венесуэла, Колумбия, Перу, Эквадор). В США отмечены в штатах Алабама, Арканзас, Джорджия, Луизиана, Миссисипи, Оклахома, Техас, Флорида, Южная Каролина.

## Описание
Относительно крупные клещи, имеющие размер 3—4 мм. На голенях 2, 3 и 4-й пар ног по 2 шипика. Шпоры на тазиках 4-й пары ног не достигают ануса. Шпоры на тазиках 1-й пары ног отличаются в размерах: внешняя значительно длиннее внутренней.  Вид был впервые описан в 1844 году немецким энтомологом и арахнологом Карлом Людвигом Кохом (Carl Ludwig Koch, 1788—1857). Паразитируют на различных видах домашнего скота, собаках, койотах, лисах, оленях. Один из возможных переносчиков риккетсий Rickettsia parkeri и споровиков Hepatozoon americanum (Apicomplexa). Среди хозяев клеща Amblyomma maculatum отмечены следующие млекопитающие и птицы:
- Белохвостый олень (Odocoileus virginianus)[5]
- Красный кардинал (Cardinalis cardinalis)[6]
- Расписной овсянковый кардинал (Passerina ciris)[6]
- Восточная сиалия (Sialia sialis[6]
- Домовый крапивник (Troglodytes aedon)[6]
- Лань (Dama dama)[5]
- Свинья (Sus domesticus)[7]
- Собака (Canis familiaris)[6]
- Человек (Homo sapiens)[8]
- Желтогорлый певун (Geothlypis trichas)[8]
- Neotoma floridana[9]
- Болотный рисовый хомяк (Oryzomys palustris)[10]
- Peromyscus gossypinus[11]
- Sigmodon hispidus[12]
- Sylvilagus palustris[7]
- Thryothorus ludovicianus[6]
- Zonotrichia albicollis[6]